# NGC 1963
NGC 1963 (również ESO 363-SC5) – grupa gwiazd znajdująca się w gwiazdozbiorze Gołębia, klasyfikowana jako gromada otwarta lub asteryzm. Odkrył ją John Herschel 24 grudnia 1835 roku.